# Zalew
Zalew [pronunciación en polaco: /ˈzalɛf/] es un pueblo ubicado en el distrito administrativo de Gmina Lutomiersk, dentro del Distrito de Pabianice, Voivodato de Łódź, en Polonia central. Se encuentra aproximadamente a 4 kilómetros al sur de Lutomiersk, a 14 kilómetros al noroeste de Pabianice, y a 19 kilómetros al suroeste de la capital regional Łódź.